# Cosmozetes striatissimus
Cosmozetes striatissimus är en kvalsterart som beskrevs av Balogh och Sandór Mahunka 1969. Cosmozetes striatissimus ingår i släktet Cosmozetes och familjen Microzetidae. Inga underarter finns listade i Catalogue of Life.